# Resolución 137 del Consejo de Seguridad de las Naciones Unidas
La resolución 137 del Consejo de Seguridad de las Naciones Unidas, adoptada el 31 de mayo de 1960, observó con lamento la muerte del Juez Sir Hersch Lauterpacht el 8 de mayo. El Consejo decidió entonces que en concordancia al Estatuto de la Corte la vacante resultante de la Corte Internacional de Justicia iba a ser resuelta por una elección por la Asamblea General que tendría lugar durante la decimoquinta reunión de este órgano.
La resolución fue adoptada sin votación.